# Țivkî, Peatîhatkî
Țivkî (în ucraineană Цівки) este un sat în comuna Hrușuvatka din raionul Peatîhatkî, regiunea Dnipropetrovsk, Ucraina.

## Demografie
Componența lingvistică a localității Țivkî
     Ucraineană (96,97%)
     Rusă (3,03%)
Conform recensământului din 2001, majoritatea populației localității Țivkî era vorbitoare de ucraineană (96,97%), existând în minoritate și vorbitori de rusă (3,03%).